# Eryk Zwycięski
Eryk Zwycięski (staronordycki: Eiríkr inn sigrsæli; ur. ok. 945, zm. ok. 995) – szwedzki władca z dynastii Englingerów, panujący od około 970. Jest to pierwszy król Szwecji, którego historyczność nie ulega wątpliwości. Prawdopodobny założyciel miasta Sigtuna.

## Życiorys
Pierwotne terytorium jego państwa obejmowało Uppland i sąsiednie prowincje. Swój przydomek otrzymał po zwycięstwie odniesionym nad Jomswikingami dowodzonymi przez jego bratanka, Styrbjörna Silnego, w bitwie pod Fýrisvellir, która miała miejsce w pobliżu Uppsali. Dokładny zasięg królestwa Eryka jest ciężki do ustalenia przez historyków. 
Najprawdopodobniej założył miasto Sigtuna, gdzie bite były pierwsze szwedzkie monety dla jego syna i następcy, Olafa Skötkonunga. Jako pierwszy władca szwedzki przyjął chrześcijaństwo, lecz wkrótce porzucił je i wrócił do wiary przodków. Pomiędzy rokiem 980 a 984 poślubił Sygrydę Storrådę, córkę Mieszka I.

Według przekazów Adama z Bremy Eryk był również władcą Danii; został nim ok. 990 po wypędzeniu Swena Widłobrodego. Nieliczni historycy twierdzą, że nie jest to prawdą; zapis ten ich zdaniem miał wynikać z osobistej niechęci Adama Bremeńskiego do Swena Widłobrodego.

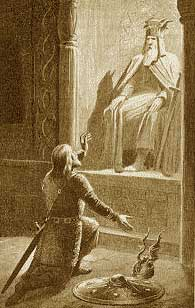
Eryk Zwycięski modlący się do Odyna przed bitwą pod Fýrisvellir, zgodnie z wizją dwudziestowiecznej artystki Jenny Nyström